# Grand Canyon Trail
Grand Canyon Trail è un film del 1948 diretto da William Witney.
È un musical western statunitense con Roy Rogers, Jane Frazee e Andy Devine.

## Produzione
Il film, diretto da William Witney su una sceneggiatura di Gerald Geraghty, fu prodotto da Edward J. White per la Republic Pictures e girato nell'Iverson Ranch a Chatsworth e nel Red Rock Canyon State Park a Cantil in California. Il titolo di lavorazione fu Grand Canyon Serenade.

## Colonna sonora
- Everything's Going My Way - scritta da Foy Willing
- Grand Canyon Trail - scritta da Jack Elliott
- Colorado Joe - scritta da Jack Elliott

## Distribuzione
Il film fu distribuito negli Stati Uniti dal 5 novembre 1948 al cinema dalla Republic Pictures.
Altre distribuzioni:
- in Finlandia il 30 dicembre 1949 (Grand Canyonin salaisuus)
- in Brasile (A Sineta de Prata)